# Ишер
И́шер (англ. Esher) — город в графстве Суррей, Англия, который находится к востоку от реки Мол.
Ишер находится на окраине Лондона и с палатой общин в его южной части, город отмечает один предел зоны застройки с большей частью Лондона. Ишер имеет линейную торговую главную улицу и в других отношениях пригородный в плотности, с переменными возвышениями, несколькими высотными зданиями и очень короткими частями дороги с двусторонним движением в самом административном районе города. Ишер охватывает большую площадь, между 13 и 15,4 милями к юго-западу от улицы Черинг-Кросс. На юге он ограничен трассой A3 Портсмут, которая имеет городской стандарт автострады и буферизована палатой общин Ишера.
Ишер разделён пополам дорогой A307, исторически Портсмут-Роуд, которая приблизительно в 1 мили (1,6 км) формирует её главную улицу. Железнодорожная станция Ишера соединяет город с лондонским Ватерлоо. Трек Парка Сэндауна находится в городе около станции.
Ландшафтный сад «Клермонт», который находится на юге, принадлежит Национальному тресту. Какое-то время сад служил британским домом принцессе Шарлотте и её мужу, Леопольду I ,королю Бельгии. Вскоре город был выбран для постройки фонтана королевы Виктории с примыкающей к нему колонной с рельефом монарха и увенчанной статуей Британии.

## История
Ишер располагается в пределах саксонской феодальной раздробленности Элмбриджа.